# 延陵实业
延陵实业股份有限公司（英語：Yuan Ling Knitting Industrial），是一家位于台湾彰化市的纺织成衣量产製造商。董事长陈金以製造与维修针织机械起家，于西元1980年8月8日成立「延陵工业社」。1983年公司改制为「延陵针织工业有限公司」，并建立圆编针织工场，转型成织造布匹买卖。2009年更名为「延陵实业股份有限公司」。

## 外部链结
- 延陵实业股份有限公司官方网站 （页面存档备份，存于）